# Mixococ
Els mixococs (Mixococcus) són un gènere de mixobacteris, gramnegatius, pertanyent al fílum dels proteobacteris. De forma lleugerament ovalada, quimiorganotròfics, aeròbics obligats els quals formen micròspores. El representant més estudiat és Myxococcus xanthus, que s'utilitza com un organisme model bacterià a través del cicle de desenvolupament.

## Estructura del genoma
Els genomes de Myxococcus comprenen de 9 a 10 Mbp de longitud, més que els de la gran majoria de bacteris. El seu contingut GC va de 67 a 71%. Mixococcus té un cicle de desenvolupament durant el qual els bacteris formen cossos fructífers multicel·lulars contenen micròspores. Fins a la data, només s'ha obtingut un mapa genòmic de Myxococcus xanthus, de 9.2 Mbp de longitud i que té un contingut GC del 67.5%.

## Ecologia
Els Mixococcus habiten la capa superior del sòl, principalment a pH de 5 a 8, tot i que també es poden trobar a pH extrems. La majoria es troben en sòls rics en matèria orgànica, però també es poden trobar a la sorra i sobre les superfícies de roques. També colonitzen les restes de plantes i les aigües dolces. S'ha demostrat que la formació de cossos fructífers és possible i eficient tant en la superfície com en l'aigua. En General, aquest és un gènere molt divers. A causa del seu moviment de lliscament bacterià, formen colònies en agar, sovint formant anells concèntrics. 
El lliscament bacterià és important durant la manca de nutrients. En aquestes condicions Myxococcus forma cossos fructífers que consisteixen en entre cent mil i un milió de cèl·lules. A diferència d'altres mixobacteris, els cossos fructífers de Myxococcus són relativament simples, normalment sense diversos nivells estructurals. Una característica interessant d'aquests bacteris és la capacitat d'esdevenir caníbals quan els nutrients són insuficients per tal d'assolir els cossos fructífers i la formació de micròspores. Els bacteris poden "menjar" una part de la colònia per nodrir-se de nutrients essencials i assegurar la supervivència de la colònia.